# Liste der Bodendenkmale in Räbke
In der Liste der Bodendenkmale in Räbke sind alle Bodendenkmale der niedersächsischen Gemeinde Räbke aufgelistet. Die Quelle ist der Denkmalatlas Niedersachsen.
- Diese Liste erhebt keinen Anspruch auf Vollständigkeit.
- Die Angaben ersetzen nicht die rechtsverbindliche Auskunft der zuständigen Denkmalschutzbehörde.
- Es sind nur Daten aus dem Denkmalatlas verarbeitet.
- Der Stand der Liste ist der 25. August 2024.

Räbke im Landkreis Helmstedt

## Allgemein
In den Spalten finden sich folgende Informationen des Bodendenkmales:
| Lage         | geographische Koordinaten                                                           |
| Bezeichnung  | Bezeichnung lt. Denkmalatlas                                                        |
| Beschreibung | Beschreibung lt. Denkmalatlas                                                       |
| ID           | Objekt-ID                                                                           |
| Bild         | Bild, ggf. zusätzlich mit Link zu weiteren Fotos im Medienarchiv Wikimedia Commons. |

## Räbke

### Räbke 2
ID:28991068 Am nördlichen Rand des Dorfes, nördlich der Straße Helmstedt-Frellstedt, auf der Hochfläche, befindet sich ein annähernd quadratischer, leicht trapezförmiger Tie in dessen südwestlicher Ecke ein großer flacher Grabhügel erhalten geblieben ist. Die Gruppe ist ein Beispiel dafür, dass mittelalterliches Brauchtum (Tie) an einen urgeschichtlichen Grabhügel anknüpft.

| Lage                         | Bezeichnung                           | Beschreibung | ID       | Bild           |
| ---------------------------- | ------------------------------------- | --- | -------- | -------------- |
| 52° 11′ 54″ N, 10° 52′ 45″ O | Räbke 2, Grabhügel                    | Am Nordrand des Dorfes, nördl. der Straße Schöppenstedt-Frellstedt, auf einer Hochfläche; auf dem von mächtigen Kastanien gesäumten, quadratischen Thieplatz von Räbke (= Tie, vgl. FStNr. 3) befindet sich ein Grabhügel. H. ca. 1,50 m, Dm. ca. 23 m.                                                                                             | 28993324 |                |
| 52° 11′ 55″ N, 10° 52′ 46″ O | Räbke 3, Thie (wissenschaftlich: Tie) | Am Nordrand des Dorfes, auf einer Hochfläche liegt der Thieplatz, ein annähernd quadratischer, trapezförmiger Platz, L. ca. 70 m. In der SW-Ecke ein Grabhügel. Auf dem Tie sollen mittelalterliche Scherben und Spinnwirtel gefunden worden sein. Die südlich des Tie vorbeiführende Straße Helmstedt-Frellstedt trägt im Ort den Namen „Am Thie“. | 28993448 | Weitere Bilder |

## Schieren
| Lage                         | Bezeichnung           | Beschreibung | ID       | Bild |
| ---------------------------- | --------------------- | --- | -------- | ---- |
| 52° 13′ 10″ N, 10° 53′ 19″ O | Schieren 1, Grabhügel | Maße 1947: Durchmesser ca. 12 m und Höhe ca. 0,2 – 0,8 m. Maße 1984: Durchmesser ca. 12 m und Höhe ca. 0,4 m. Rund, flach gewölbt. | 28990017 | BW   |
| 52° 13′ 8″ N, 10° 53′ 29″ O  | Schieren 2, Grabhügel | | 28990018 | BW   |